# Benno Arnold
Benno Arnold (Augsburgo, 21 de noviembre de 1876-Theresienstadt, marzo de 1944) fue un industrial de la industria textil alemana.

## Biografía
Benno Arnold era el hijo del industrial textil Albert Arnold (1844–1913), y de Hermine Vogel (1853–1919). En 1941 fue enviado a Dachau. Finalmente enviado con su hermana y esposa a Terezin donde pereció. 

## Foto y memorial
Benno Arnold Photo Archive. Existe hoy un monumento a su memoria en Augsburg.

## Publicaciones
- Joseph Walk, Kurzbiographien zur Geschichte der Juden 1918–1945. Editado por el Leo Baeck Institute, Jerusalén. Múnich: Saur, 1988 ISBN 3-598-10477-4
- Gernot Römer, «An meine Gemeinde in der Zerstreuung». Die Rundbriefe des Augsburger Rabbiners Ernst Jacob (1941–1949), Augsburgo 2007